# Velké Kunčice
Velké Kunčice (polsky Kończyce Wielkie, německy Gross Kuntschitz) je vesnice v jižním Polsku ve Slezském vojvodství v okrese Těšín v gmině Hažlach. Leží na Těšínsku na soutoku Petrůvky a Schodnice zhruba 5 kilometrů od českých hranic. Okrajem obce vedou vojvodské silnice č. 937 (Těšín – Jastrzębie-Zdrój) a č. 938 (Těšín – Slezské Pavlovice). V roce 2020 měla 1 862 obyvatel.

## Historie
V letech 2004 a 2005 byly ve Velkých Kunčicích nalezeny přibližně 800 tisíc let staré stopy Homo erectus, vůbec nejranější na území dnešního Polska.
První zmínku o obci nalezneme v soupisu desátků vratislavského biskupa Jindřicha I. z Vrbna z roku 1305 pod názvem Cunczindorf Pasconis. Do 15. století byla majetkem těšínských knížat, později mnohokrát měnila majitele: patřili mezi ně Mniszkové z Kunčic, Kornicové, Bludovští, Wilczkové a Larischové. Po rozdělení Těšínska v roce 1920 připadla Polsku.
Narodil se zde katolický kněz a polský národní buditel Ignacy Świeży (1839–1902).

## Pamětihodnosti
- Kostel svatého Michaela archanděla z roku 1777 – největší dřevěný kostel Těšínska; na hřbitově u kostela je pohřbena Gabriela von Thun und Hohenstein († 1957), poslední majitelka kunčického panství a známá filantropka;
- Zámek – současnou novobarokně-klasicistní podobu po vzoru francouzských rezidencí získal během přestavby po roce 1893 za Gabriely, rozené Larisch-Mönnichové, a jejího manžela Felixe Leopolda Thun-Hohensteina; v období socialismu v něm sídlil dětský domov, poté byl dlouhá léta neudržován; v roce 2019 založili noví vlastníci Marcin a Ewa Lipští v zámeckém parku vinici Château Kończyce Wielkie; součástí areálu je barokní kaple Boží Prozřetelnosti z roku 1776;
- Památné duby Mieszko (zhruba 500 let starý, s obvodem přes 8,5 m) a Przemko (zhruba 350 let starý, s obvodem 5,5 m)
- Statek Karłowiec, nyní agroturistická farma, s dochovanou budovou kravína z 19. století

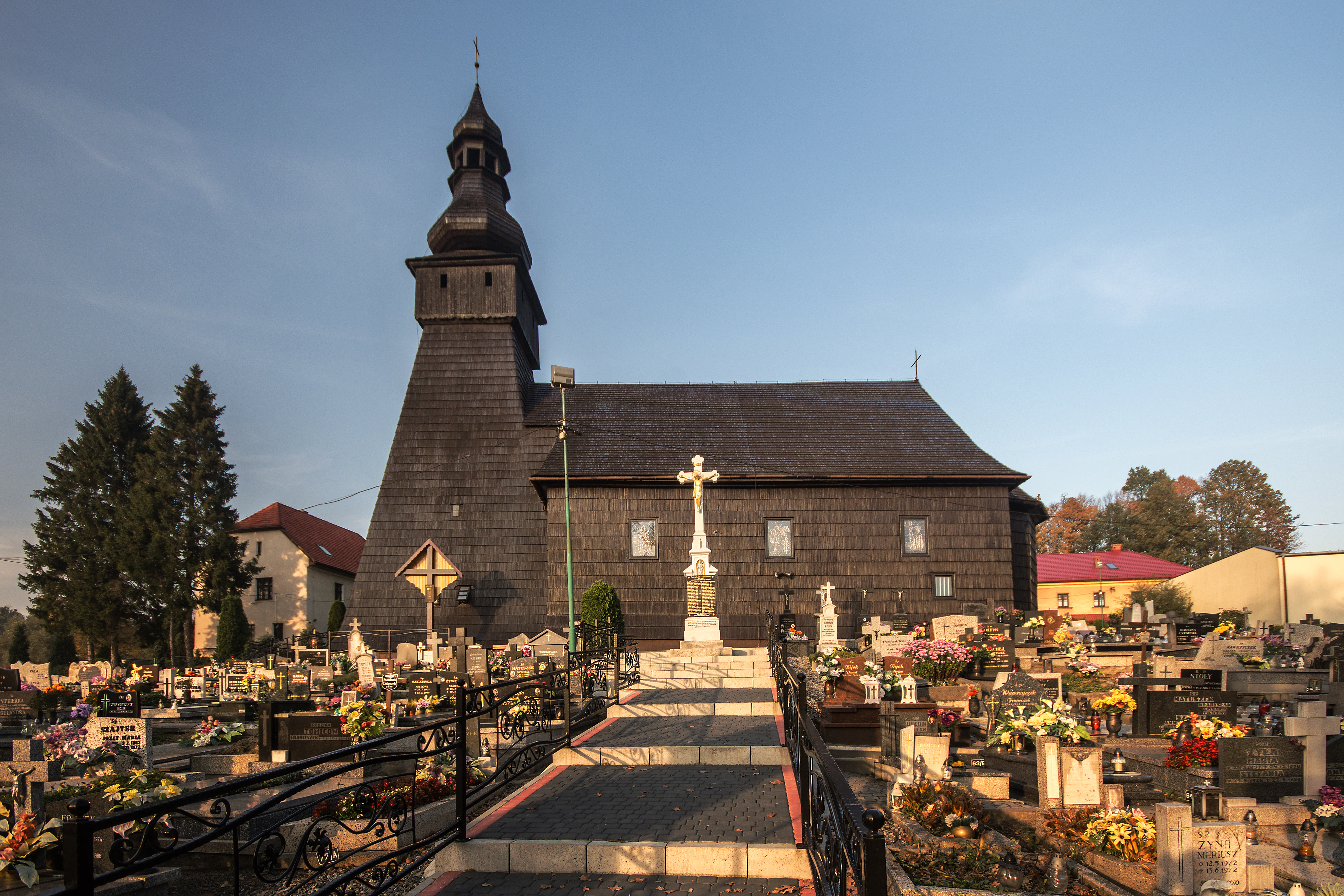
Kostel a hřbitov
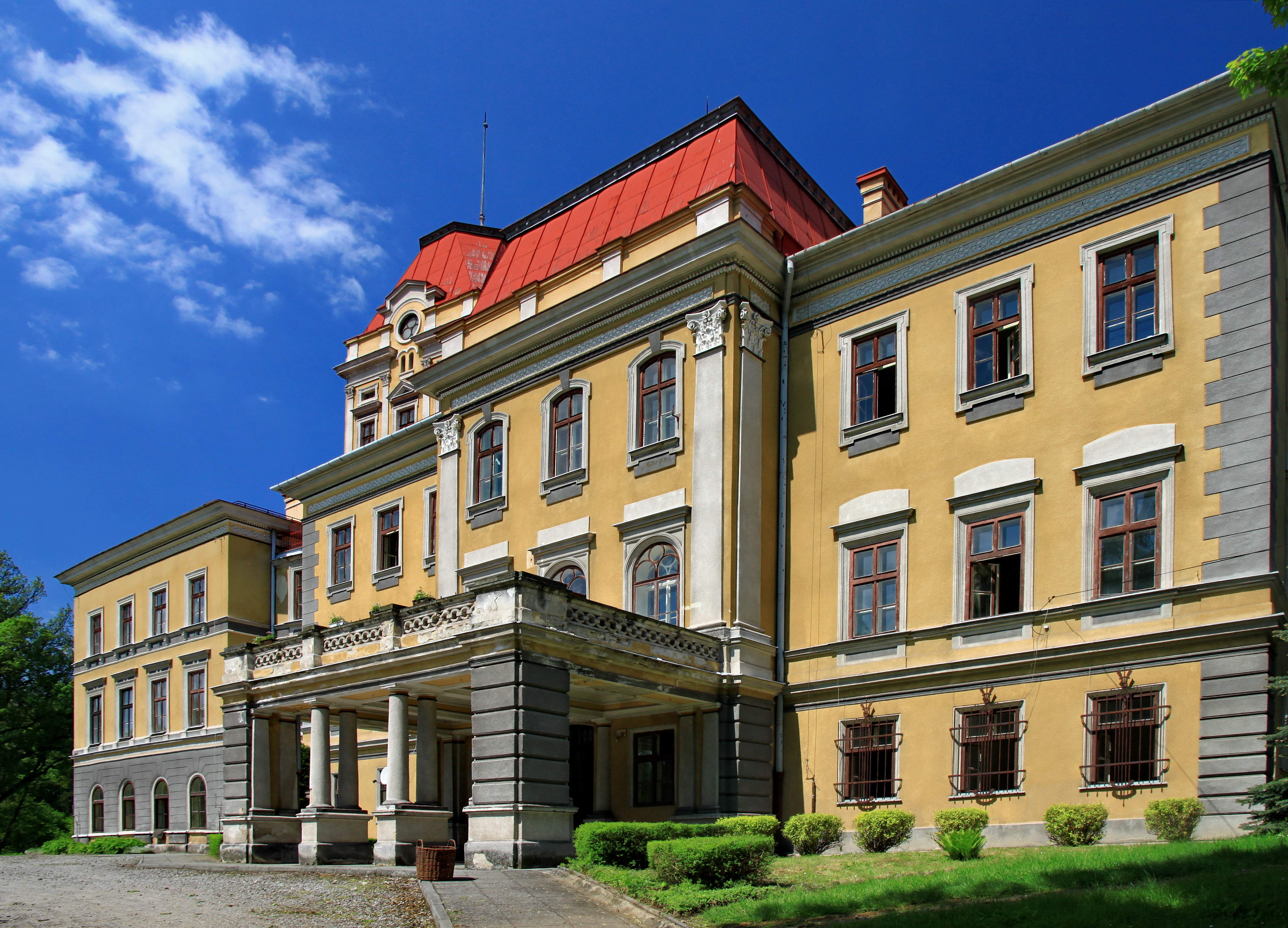
Zámek
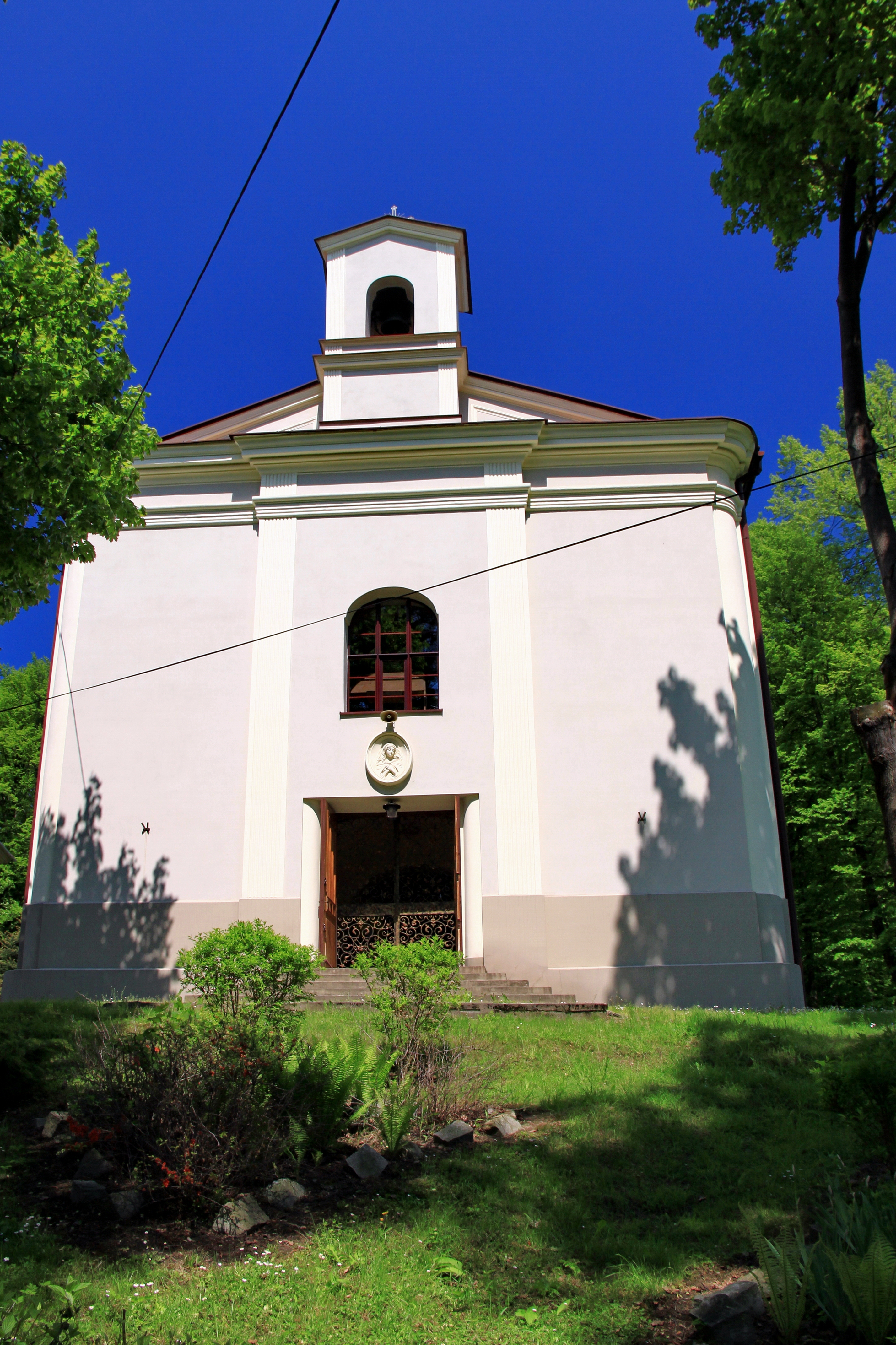
Kaple Boží Prozřetelnosti
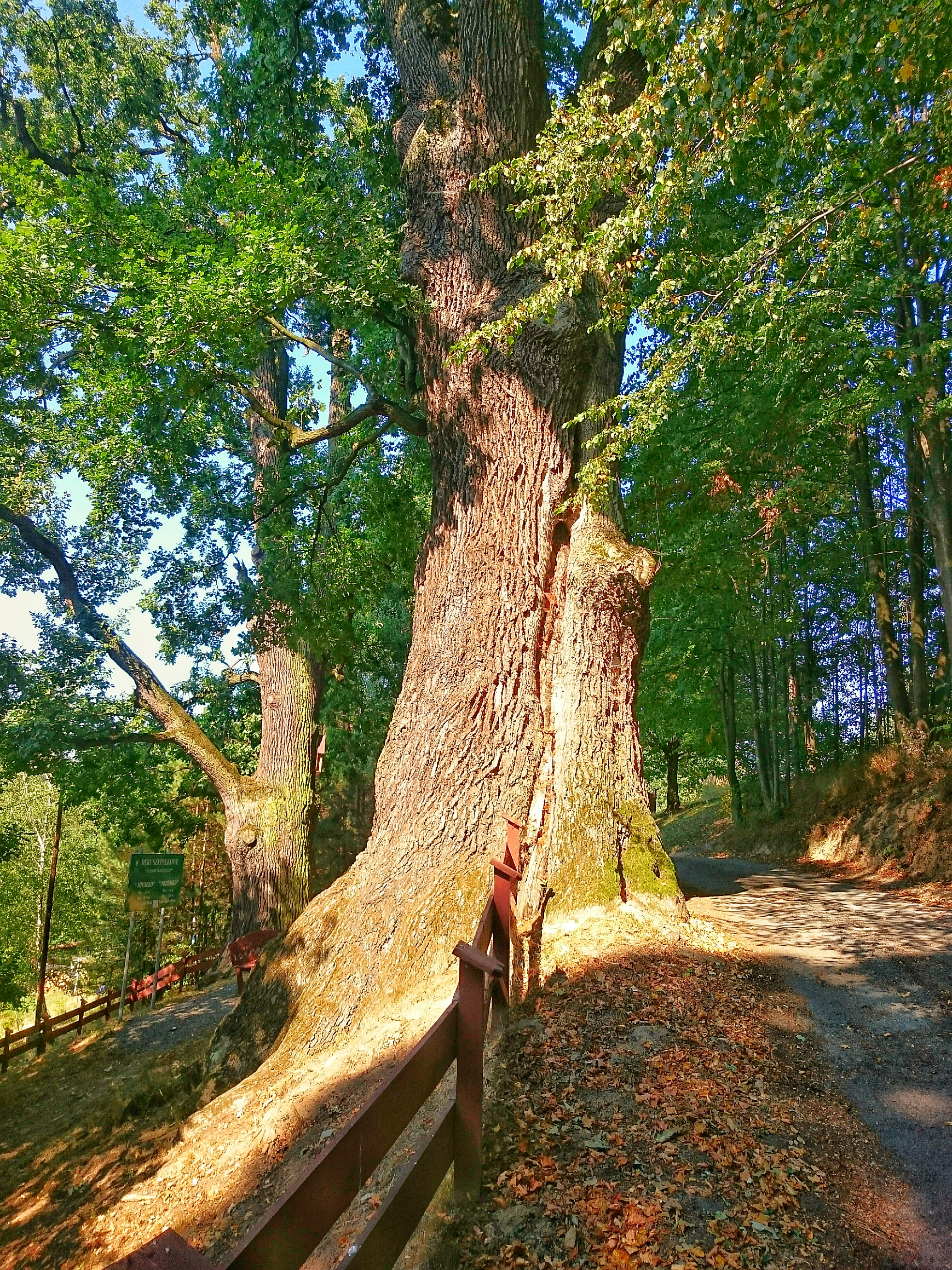
Památné duby
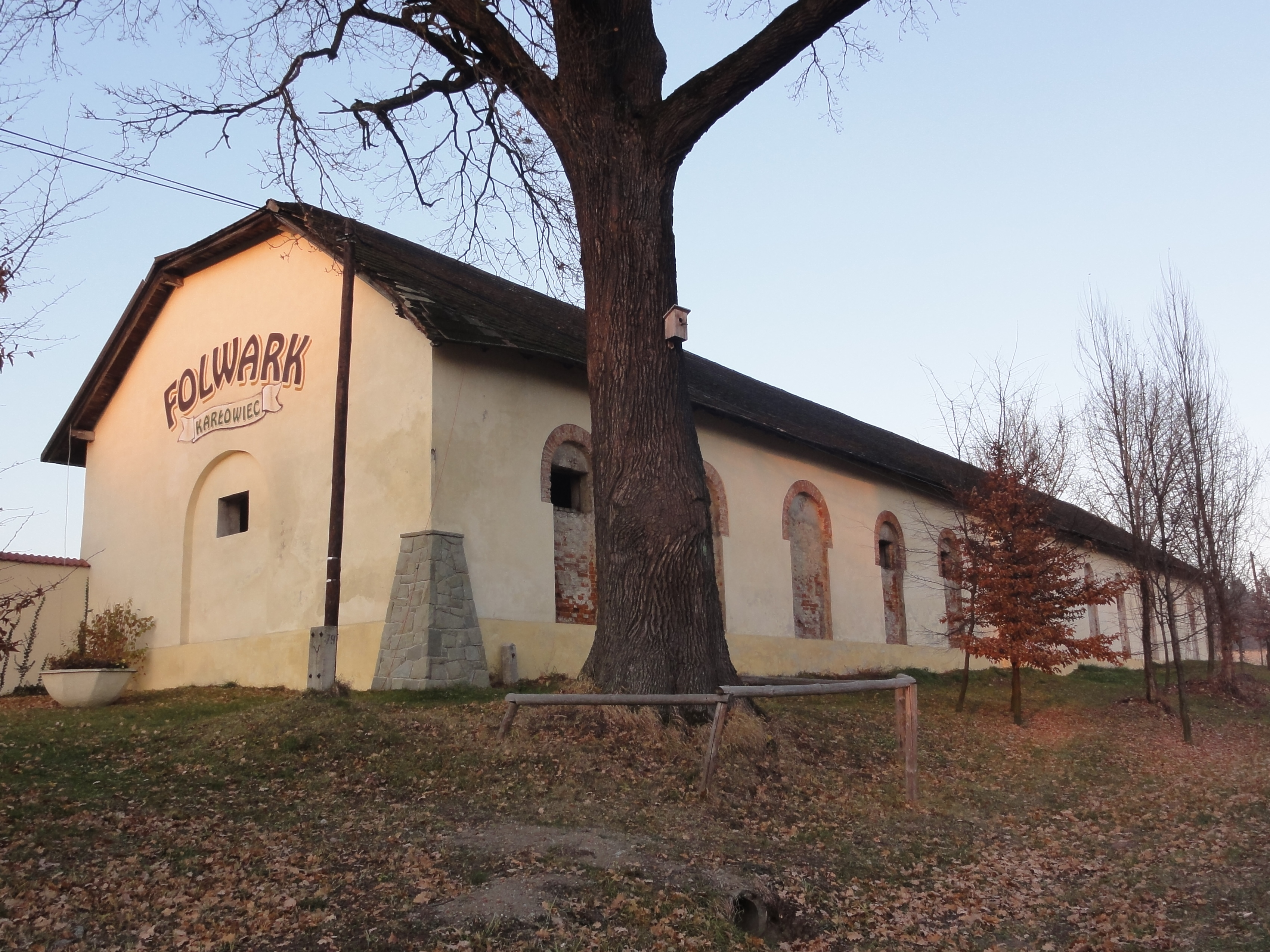
Statek Karłowiec